# Codification liturgique du SECLI
L'Église de France utilise largement pour caractériser la nature des chants et textes religieux, une nomenclature permettant de qualifier la nature du chant ou du texte et son usage dans le rituel. Cette nomenclature est très largement utilisée par l'Église et les diverses communautés de croyants ; le secrétariat de l'épiscopat est d'ailleurs partie prenante du SECLI. Il est intéressant, lorsqu'on parcourt la littérature liturgique, de pouvoir se référer à cette nomenclature pour préciser la nature du chant ou du texte et son usage liturgique. Elle est le résultat du travail d'un GIE, le SECLI (Secrétariat des Éditeurs de Chants pour la Liturgie) qui rassemble la majorité des éditeurs de ce domaine.

## Normes
Les lettres des temps ou des thèmes peuvent être combinées avec les lettres des rites, mais la lettre des temps et des thèmes est toujours mise en premier. Par exemple, GA pour un chant d'entrée pour le carême (et non pas AG).
La lettre L n'a pas d'affectation propre et ne se trouve jamais seule, mais elle est rajoutée à une autre lettre pour indiquer que le chant est fait sur un texte officiel de la liturgie.
La lettre Q n'est pas utilisée.
Ces explications sont détaillées sur le site "Chantons en Église"
Il faut ajouter qu'il existe un cycle sanctoral de trois ans qui permet de spécifier celui des évangiles synoptiques qui fait l'objet des homélies, sermons, lectures, de l'année en cours. L'année sanctorale débute par l'Avent

## Cotes des temps ou des thèmes
| Cote | Temps ou thème                                                               |
| ---- | ---------------------------------------------------------------------------- |
| E    | Avent                                                                        |
| F    | Noël                                                                         |
| G    | Carême                                                                       |
| H    | Passion                                                                      |
| I    | Pâques et temps pascal                                                       |
| J    | Ascension                                                                    |
| K    | Pentecôte - Église                                                           |
| M    | Mystère de Dieu - Trinité                                                    |
| N    | Sacrements de l'initiation chrétienne (Baptême – Confirmation – Eucharistie) |
| O    | Sacrements de l'engagement (Mariage - Ordination + Consécration religieuse)  |
| R    | Sacrements de la route (Réconciliation - Onction des malades)                |
| S    | Défunts                                                                      |
| V    | Vierge Marie                                                                 |
| W    | Saints                                                                       |

## Cotes des rites
| Cote | Rite |
| ---- | --- |
| A    | Chants d'entrée |
| AL   | Ordinaire de la messe (texte liturgique) |
| B    | Offertoire |
| C    | Ordinaire de la messe (texte non liturgique) |
| D    | Communion - Unité |
| P    | Hymnes |
| T    | Envoi |
| U    | Acclamations – Refrains de prières litaniques ou de prières universelles - antiennes |
| X    | Chants de la parole (cantilènes – tropaires – répons – séquences - chants de méditation sur un texte biblique) |
| XL   | Chants d'un texte officiel de l'Écriture (d'évangile par ex.) |
| Y    | Chants de louange – bénédictions – processions - litanies |
| Z    | Psaumes – cantiques bibliques textes non officiel. Par exemple Pour le psaume 24 : cote Z 24 Pour le cantique de l'Ancien Testament 4 de BJ : cote Z (AT) 4 Pour un cantique du Nouveau Testament : Z (NT) 8ZL                                      |
| ZL   | Psaumes – cantiques bibliques textes officiels et textes de la liturgie des heures. Par exemple : Pour le psaume 24 : cote ZL 24 Pour le cantique de l'Ancien Testament 4 : cote ZL (AT) 4 Pour le cantique du Nouveau Testament 8 : cote ZL (NT) 8 |